# Skanderborg Slotssogn
Skanderborg Slotssogn var et sogn i Skanderborg-Odder Provsti (Århus Stift). Det blev i 2006 indlemmet i Skanderborg Sogn.
Skanderborg Slotssogn lå i Skanderborg købstad, som geografisk hørte til Hjelmslev Herred i Skanderborg Amt. Ved kommunalreformen i 1970 indgik købstaden i Skanderborg Kommune. 
I Skanderborg Slotssogn ligger Skanderborg Slotskirke.
I sognet findes følgende autoriserede stednavne:
- Illerup Møllebro (bebyggelse)
- Sankt Thomas (areal)
- Æbelø (areal)